# Hvar (stad)
Hvar (Italiaans: Lesina; Čakavisch: For; Oudgrieks: Φάρος, geromaniseerd Pharos; Latijn: Pharus of Pharina) is een stad en haven op het Kroatische eiland Hvar, onderdeel van de provincie Split-Dalmatië. De gemeente heeft 4.251 inwoners (2011), terwijl de stad zelf wordt bewoond door 3.771 mensen, waarmee het de grootste nederzetting op het eiland Hvar is. Het is gelegen aan een baai aan de zuidkust van het eiland, tegenover de andere nabijgelegen steden Stari Grad en Jelsa.
Tevens is het een van de drukstbezochte steden van de kust van Dalmatië door zijn vele oudheidkundige bezienswaardigheden.
Vanaf Adriatische Zee gezien heeft de stad een mooi uitzicht op de zeven eeuwen oude stadsmuren met daarvoor de palmenpromenade. De stadsmuren zorgden eerdaags voor bescherming tegen de vele piraten op zee. Het centrum kent een plein (Piazza), dit plein is tevens een van de mooiste pleinen van Dalmatië. Om dit plein heen liggen de heilige Stephan kathedraal, de paleizen van Groda en de huizen van Burag die terrasgewijs oplopen.
De stad Hvar heeft een lange en opmerkelijke geschiedenis als centrum voor handel en cultuur in de Adriatische Zee. De gemeenschap, onderdeel van het Venetiaanse rijk tijdens de 13e tot 18e eeuw, was een belangrijke marinebasis met een sterk fort erboven, van waaruit de stadsmuren de stad en de haven beschermden.[2] Het culturele leven bloeide terwijl de welvaart groeide. In Hvar vinden we een van de oudste nog bestaande theaters in Europa, geopend in 1612. De zevenhonderd jaar oude muren zijn goed bewaard gebleven, net als veel van de adellijke huizen en openbare gebouwen uit de 15e - 17e eeuw.
Tegen de 19e eeuw was de haven van Hvar niet langer een militaire basis, en de Hygienic Society of Hvar (Higijeničko društvo u Hvaru) [4] bracht de economie van de stad en het eiland in een nieuwe richting. Als een van de eerste "toeristenbureaus" in Europa werd het in 1868 opgericht met als doel "goede zorg voor bezoekers" te bieden. Tegenwoordig heeft de stad een verscheidenheid aan hotels, galerijen, musea en tentoonstellingen, waaronder het Arsenaal, Loggia, het Kroatisch Instituut en het Hvar Heritage Museum met zijn kunst- en archeologische collecties.
De haven van Hvar, gelegen in een schilderachtige natuurlijke baai, met de Pakleni Otoci- eilandenketen die het in het zuiden beschermt, is het hele jaar door een veilige haven voor boten. De stad is een belangrijke aanloophaven voor jachten die rond de Adriatische Zee varen, vooral in de zomermaanden.
Er zijn regelmatige veerdiensten, deels per catamaran, vanuit de haven tussen Hvar en Split, Brač, Korčula, Lastovo, Vis en Ancona in Italië.

## Gemeente
De gemeente Hvar beslaat 7.535 ha, inclusief de stad zelf en de nederzettingen Brusje (194 inwoners), Jagodna (30 inwoners), Velo Grablje (7 inwoners), Milna (104 inwoners), Zaraće (14 inwoners). ) en Sveta Nedilja (pop. 131). De oude nederzettingen Malo Grablje en Zaraće zijn niet meer bewoond. Bevolkingscijfers van de volkstelling van 2011.

## Geografie
De stad ligt in een kleine baai aan de zuidkust van het eiland Hvar, richting het westelijke uiteinde. Het omliggende land is een karsthelling en stijgt steil uit de Adriatische Zee. De rotsen in het gebied zijn poreus, voornamelijk kalksteen en dolomiet, waardoor grondwater schaars is. Er is echter wat landbouw waar het terrein voldoende toegankelijk is en geïrriteerd kan raken, zoals olijfboomgaarden, wijngaarden, lavendel en rozemarijn.
De bergketen die zich uitstrekt over de lengte van het eiland fungeert als een effectieve barrière tussen de stad Hvar en de nederzettingen in het noorden. In de voorbije eeuwen zou het enkele uren hebben gekost om over land te lopen of langs de kust te varen. De moderne weg van Stari Grad naar Hvar, met zijn nieuwe tunnel die in het jaar 2000 werd geopend, biedt nu een snelle en gemakkelijke toegang tussen het noorden en het zuiden.
De kustlijn is overwegend steil en ingesprongen, met kleine kiezelstranden in de baaien. De Pakleni Otoci en het eiland Galešnik bij de ingang van de haven van Hvar zijn beschermde natuurgebieden.
Steden (gradovi): Split · Hvar · Imotski · Kaštela · Komiža · Makarska · Omiš · Sinj · Solin · Stari Grad · Supetar · Trilj · Trogir · Vis · Vrgorac · Vrlika

Gemeenten (općine): Baška Voda · Bol · Brela · Cista Provo · Dicmo · Dugi Rat · Dugopolje · Gradac · Hrvace · Jelsa · Klis · Lećevica · Lokvičići · Lovreć · Marina · Milna · Muć · Nerežišća · Okrug · Otok · Podbablje · Podgora · Podstrana · Postira · Prgomet · Primorski Dolac · Proložac · Pučišća · Runovići · Seget · Selca · Sućuraj · Sutivan · Šestanovac · Šolta · Tučepi · Zadvarje · Zagvozd · Zmijavci